# Farilhões
De Farilhões of Farilhões-Forcadas zijn een groep van eilanden in de Atlantische Oceaan binnen de eilandengroep Berlengas en horen bestuurlijk bij Peniche in het Portugese district Leiria.
De drie grootste eilandjes van de Farilhões heten:
- Farilhão Grande
- Farilhão de Nordeste
- Farilhão da Cova

Deze groep eilandjes ligt op ongeveer 3,5 mijl of 6,5 kilometer ten noordnoordwesten van de Vuurtoren van Berlenga op Berlenga Grande.
De eilanden zijn niet bewoond en liggen in een natuurreservaat.